# Chérubisme
 Mise en garde médicale
Le chérubisme est une maladie génétique à transmission autosomique dominante, caractérisée par un tissu osseux anormal - apparaissant de l'enfance à la puberté - qui déforme uniquement les mâchoires (mandibule et maxillaire).

## Cause
Des mutations dans le gène SH3BP2 ont été identifiées chez environ 80 % des cas étudiés de chérubisme. La cause génétique de la maladie reste inconnue dans 20 % des cas.
Le gène SH3BP2 code une protéine qui semblerait impliquée dans la transmission des signaux chimiques au sein de la cellule, notamment celles qui sont impliquées dans le remplacement du tissu osseux ancien (remodelage osseux) en lien avec certaines cellules du système immunitaire. Ces mutations provoqueraient la production d'une forme suractive de la protéine SH3BP2, qui semble perturber les voies de signalisation dans les cellules responsables du remodelage osseux, et dans certaines cellules du système immunitaire.

La protéine mutée causerait une inflammation des os de la mâchoire et induirait la production anormale d'ostéoclastes (cellules qui décomposent le tissu osseux lors du remodelage osseux), mais curieusement uniquement dans les os crâniens et essentiellement dans les os des mâchoires.
Les kystes résulteraient des effets combinés de la lyse osseuse et de l'inflammation sous-jacente. Des cas de mutation spontanée sont connus (aucun des parents n'était porteur du gène délétère). De par ce mécanisme, la maladie est un exemple de maladie auto-inflammatoire.

## Épidémiologie
Il s'agit d'une maladie rare (un peu plus de 250 cas seulement sont rapportés dans le monde en 2010).

## Description
L'os se dilate et est remplacé par des kystes et excroissances (indolores) qui interfèrent souvent avec le développement des dents. L'enfant semble alors très joufflu, comme chez les chérubins peints par des artistes des périodes baroque et autres des Beaux-Arts.
Parfois la déformation n'est pas visible, ou au contraire elle est assez grave pour induire des problèmes de vision, de respiration, de parole et de déglutition. Habituellement, les mâchoires s'élargissent durant toute l'enfance jusqu'à la puberté. Les excroissances anormales sont alors peu à peu remplacées par de l'os normal de l'adolescence à l'âge adulte. Le visage peut alors apparaître normal. Le reste du corps semble épargné.

### Associations à d'autres maladies
Cette maladie peut se combiner avec une autre maladie génétique (syndrome de Ramon par exemple) avec alors une taille anormalement petite du patient, associée à une déficience intellectuelle et une croissance anormale des gencives (fibrose de la gencive).
Rarement, un chérubisme a été trouvé associé au syndrome de Noonan (trouble du développement avec caractéristiques faciales inhabituelles, petite taille, malformations cardiaques), et au syndrome du X fragile (qui affecte principalement les garçons, avec des troubles cognitifs et de l'apprentissage).